# Melithaea albitincta
Melithaea albitincta is een zachte koraalsoort uit de familie Melithaeidae. De koraalsoort komt uit het geslacht Melithaea. Melithaea albitincta werd in 1884 voor het eerst wetenschappelijk beschreven door Ridley. 